# Barry Bolton
Pour les articles homonymes, voir Bolton.
Barry Bolton (1938-) est un myrmécologue anglais, spécialiste de la classification, de la systématique et de la taxonomie des fourmis, qui a longtemps travaillé au Natural History Museum de Londres (de 1971 à 2004). 

## Biographie
Il est surtout connu pour ses monographies sur les fourmis africaines et asiatiques, et pour ses ouvrages encyclopédiques mondiaux, dont Identification Guide to Ant Genera (1994), A New General Catalog of Ants of the World (1995, mis à jour en 2007), Synopsis et Classification des Formicidae (2003), et, avec Gary Alpert, Philip Ward, et Piotr Naskrecki, le Bolton's Catalogue of Ants of the World : 1758-2005 (2007). 
À la retraite depuis 2004, Bolton est membre de la Royal Entomological Society et myrmécologue à la Division de la biodiversité, Département d'entomologie, Natural History Museum, Londres.
Barry Bolton a décrit plusieurs centaines d'espèces nouvelles de fourmis.

## Hommages
Selon BioLib (27 janvier 2023), au moins 23 espèces ou genres de fourmis, existantes ou éteintes, ont été nommées en l'honneur de Bolton (cependant, tout épithète « boltoni » ne renvoie pas forcément à Barry Bolton, car d'autres scientifiques du nom de Bolton ont été honoré par des noms de taxons, notamment en botanique, en ornithologie ou en paléontologie. Voir les homonymes sous Wikispecies) :
- Anochetus boltoni
- Anomalomyrma boltoni B. L. Fisher & M. A. Smith, 2008
- †Boltonidris Radchenko & Dlussky, 2012
- †Boltonimecia Borysenko 2017
- Cataulacus boltoni
- Chimaeridris boltoni Wilson, 1989
- Cryptomyrmex boltoni
- Daceton boltoni Azorsa & Sosa-Calvo, 2008
- Leptanilla boltoni
- Loweriella boltoni Shattuck, 1992
- Meranoplus boltoni Schödl, 1998
- Monomorium boltoni, Espadaler & Agosti, 1987
- Myrmica boltoni Radchenko & Elmes
- Nylanderia boltoni
- Pheidole boltoni
- Plagiolepis boltoni
- Polyrhachis boltoni
- Pristomyrmex boltoni
- Proceratium boltoni
- Stigmatomma boltoni
- Strumigenys boltoni
- Tetramorium boltoni

## Quelques publications
- Bolton, B. (1994) Identification Guide to the Ant Genera of the World, Harvard University Press.
- Bolton, B., Gary Alpert, Philip S. Ward and Piotr Naskrecki (2007). Bolton's Catalogue of Ants of the World 1758-2005, Harvard University Press.
- Bolton, B. (2003). Synopsis and Classification of Formicidae. Memoirs of the American Entomological Institute, vol 71., p. 1–370. Bolton's Synopsis and Classification of Ants of the World

Pour plus de références, voir les sites Antwiki, IdRef, WorldCat Identities, Zoobank, 